# 貝奇莫號
貝奇莫號（英語：SS Baychimo）是一艘1914年在瑞典建造的鋼殼1,322噸的貨輪，由哈德逊湾公司擁有，主要用於在加拿大西北地區的维多利亚岛海岸，向因紐特人定居點供應裘皮進行貿易。在1931年在北冰洋航行時由於被浮冰卡住而被遺棄後，它成為阿拉斯加海岸上著名的鬼船，直至1969年的最後一次目擊。

## 沿革

### 早期
貝奇莫號於1914年於瑞典哥德堡的林德霍爾門斯造船廠（Lindholmens Mekaniska Verkstad A/B）以「安格曼內爾夫文號」（Ångermanelfven）之名下水，該船隻最初屬汉堡的巴爾蒂斯雷德雷有限公司公司所有。船隻長230英尺（70.1米），由複合蒸汽引擎驱动，可以達到時速10節（19公里/小時；12英里/小時）的速度，在第一次世界大戰期間，該船隻一直在漢堡和瑞典之間的貿易航線上使用。一直到隨著戰爭的結束，船隻才作為德國對英國支付的賠償的一部分而轉交給英國管理。
在1921年被哈德遜灣公司收購後。船隻改名為貝奇莫號，並駐紮在蘇格蘭的阿德羅森完成了九次航行，其主要的航程則是沿者加拿大北部海岸訪問當地的貿易站點，並進行收集裘皮、提供補給的運輸工作。

### 遺棄

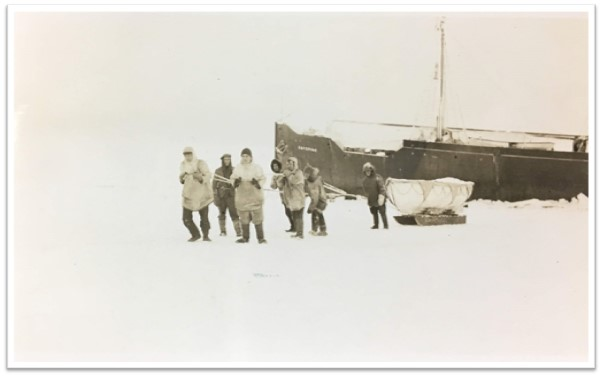
1931年，貝奇莫號船上的物品被移除。

1931年10月1日，貝奇莫號在一次貿易航行結束後被困在浮冰中。船員放棄了船隻，並沿著步行超過半英里的冰面到達最近的烏特恰維克躲避兩天，但當他們返回時，船隻已擺脫了冰的束縛。幾天後，貝奇莫號於10月8日再次陷入冰中，哈德遜灣公司則於10月15日派飛機接回了22名船員。儘管有15名船員選擇留下，打算在那裡渡過冬季，並在一段距離外建造了一個木質避難所。
11月24日，一場強烈的暴風雪襲擊了船隻，儘管事發現場內的所有船員都平安無事，但貝奇莫號卻消失無蹤。船長斷定船隻必定在暴風雪中破裂沉沒。然而在幾天後，一名因紐特印第安獵海豹的人告訴他們，在他們的位置約45英里（72公里）外看到了貝奇莫號。15名船員沿著位址進行追蹤，並找到了船隻，在判斷貝奇莫號不太可能在冬季中運行後。他們最後取出了船艙中最有價值的毛皮，使用飛機運送離開，而貝奇莫號則被留在原地被遺棄。

## 鬼船

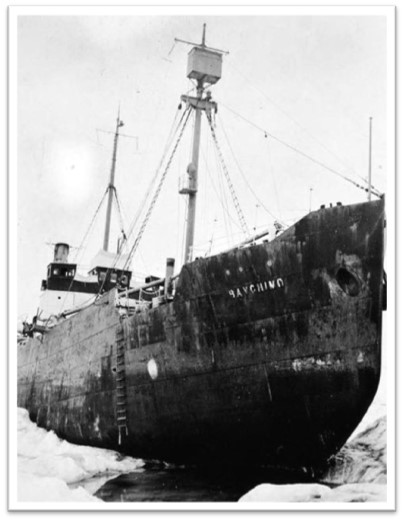
1933年，被遺棄兩年後的貝奇莫號。

貝奇莫號在此後並未沉沒，並在接下來的數十年裡出現有眾多目擊該船隻的報告。人們曾數次登上船隻，但多數則因未能裝備齊全以搶救船隻，或是受到惡劣的天氣驅趕。貝奇莫號的最後一次記錄目擊是在1969年，即它被遺棄後38年。當時它牢固地困在比阿福特海的浮冰中，位於阿拉斯加西北海岸的巴罗角和冰冷角之間的楚科奇海域。
貝奇莫號的最終命運不明，在當前被推測已經沉沒。

### 目擊事件
貝奇莫號消失數天後，在離失踪地點以南45英里（72公里）處，船隻再次被發現，然而卻再次被冰封。 數月後，她再次在東方約300英里（480公里）處被發現：
- 1932年1月：一名叫做萊斯利·梅爾文（Leslie Melvin）的探礦者乘坐狗拉雪橇經赫舍爾島前往诺姆時，看到貝奇莫號在岸邊平靜漂浮。幾個月後，船隻被另一批探礦隊伍目擊。
- 1933年3月：28名因紐皮雅特人發現了貝奇莫號並登上船隻。受到暴風雪的影響，船隻被推入大海。在救援船抵達之前，他們困在船上10天。據報告，除了一側有裂縫外，貝奇莫號的整體狀況良好。
- 1933年8月11日：船隻在溫萊特12英里處被發現，當地居民、商人號（M.S. Trader）船員和他們的乘客，作家兼植物學家伊莎貝爾·威利·哈奇森（英语：Isobel_Wylie_Hutchison）登上該船隻，部分具有價值的物品在此次發現中被帶走。[3]，哈德遜灣公司在接獲通報後得知船隻仍然漂浮，但因距離太遠無法搶救。[4]
- 1934年7月：一支搭乘双桅纵帆船探險隊伍在發現船之後曾短暫登上貝奇莫號。
- 1935年9月：貝奇莫號在阿拉斯加海岸附近被發現。
- 1939年11月，船長休·波爾森（Hugh Polson）試圖登上貝奇莫號搶救船隻，但周遭海域蔓延的冰塊干擾行動，最終波爾森被迫放棄此行動。在接下來的幾年裡，船隻被多次發現。
- 1962年3月：一群因紐特人在波弗特海海岸目擊正在漂流的貝奇莫號。
- 1969年：貝奇莫號被發現冰封在一片浮冰中，距離它被遺棄已有38年。這是貝奇莫號的最後一次被記錄的發現。
- 2006年，阿拉斯加政府進行一項專案，解決「北極的幽靈船」之謎，並尋找貝奇莫號，然而至今船隻仍未被找到。[5]

## 文物
1933年的發現中，商人號的一名船員將貝奇莫號上發現的14件物品交給正在聖勞倫斯島工作的阿拉斯加收藏家和博物學家奧托·W·蓋斯特。費爾班克斯後，蓋斯特將這些文物帶到了阿拉斯加大學北方博物館。2015年秋季，船隻文物在時任館長喬許·魯瑟（Josh Reuther）進行藏品抽屜檢查時發現。這批文物包括一把烏魯刀、一把銅刀和其他因紐皮雅特人和奈西利克人典型的物品。